# Liriodendron tulipifera
Liriodendron tulipifera là một loài thực vật có hoa trong họ Magnoliaceae. Loài này được Carl von Linné mô tả khoa học đầu tiên năm 1753.

Liriodendron tulipifera
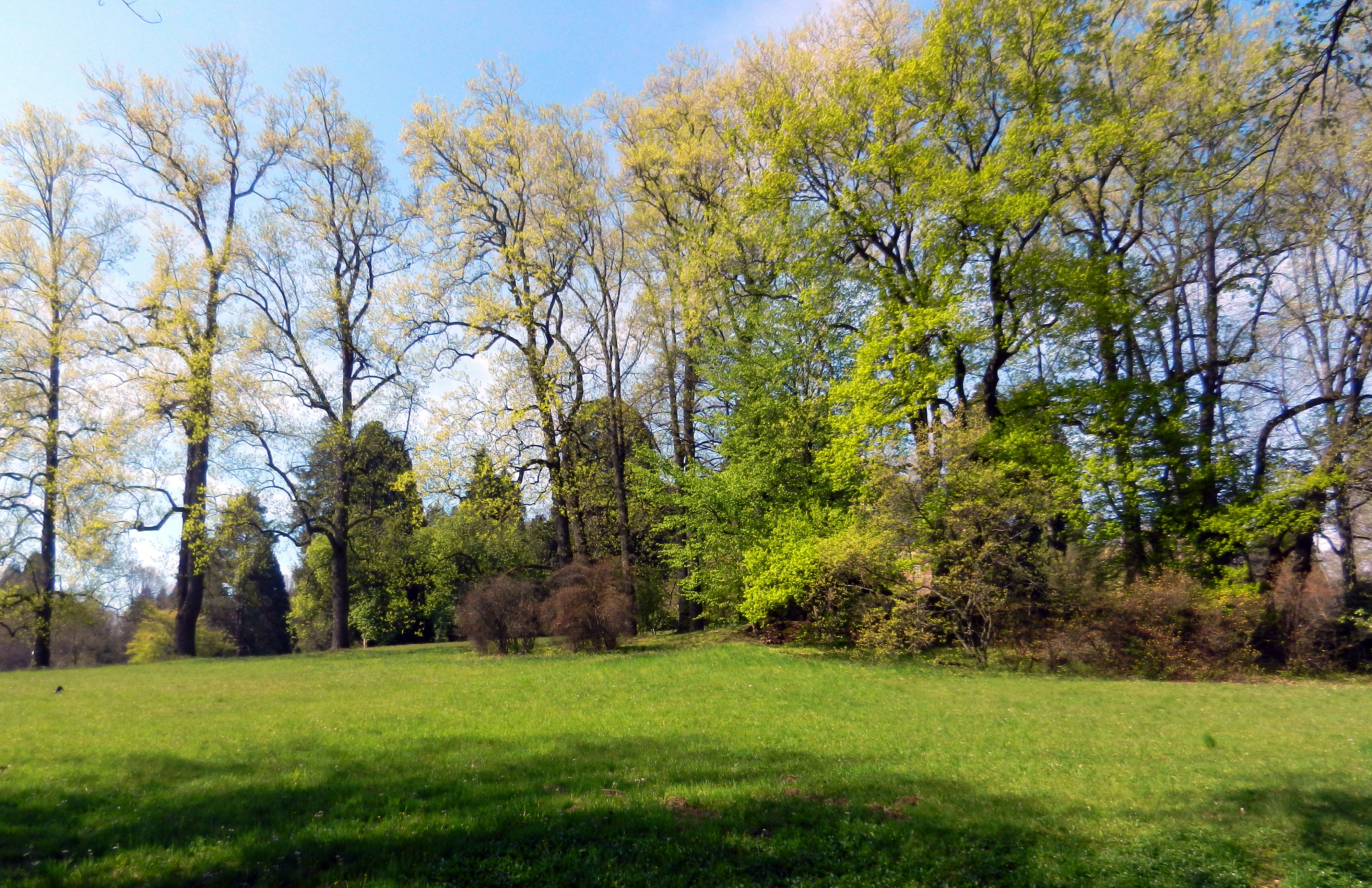
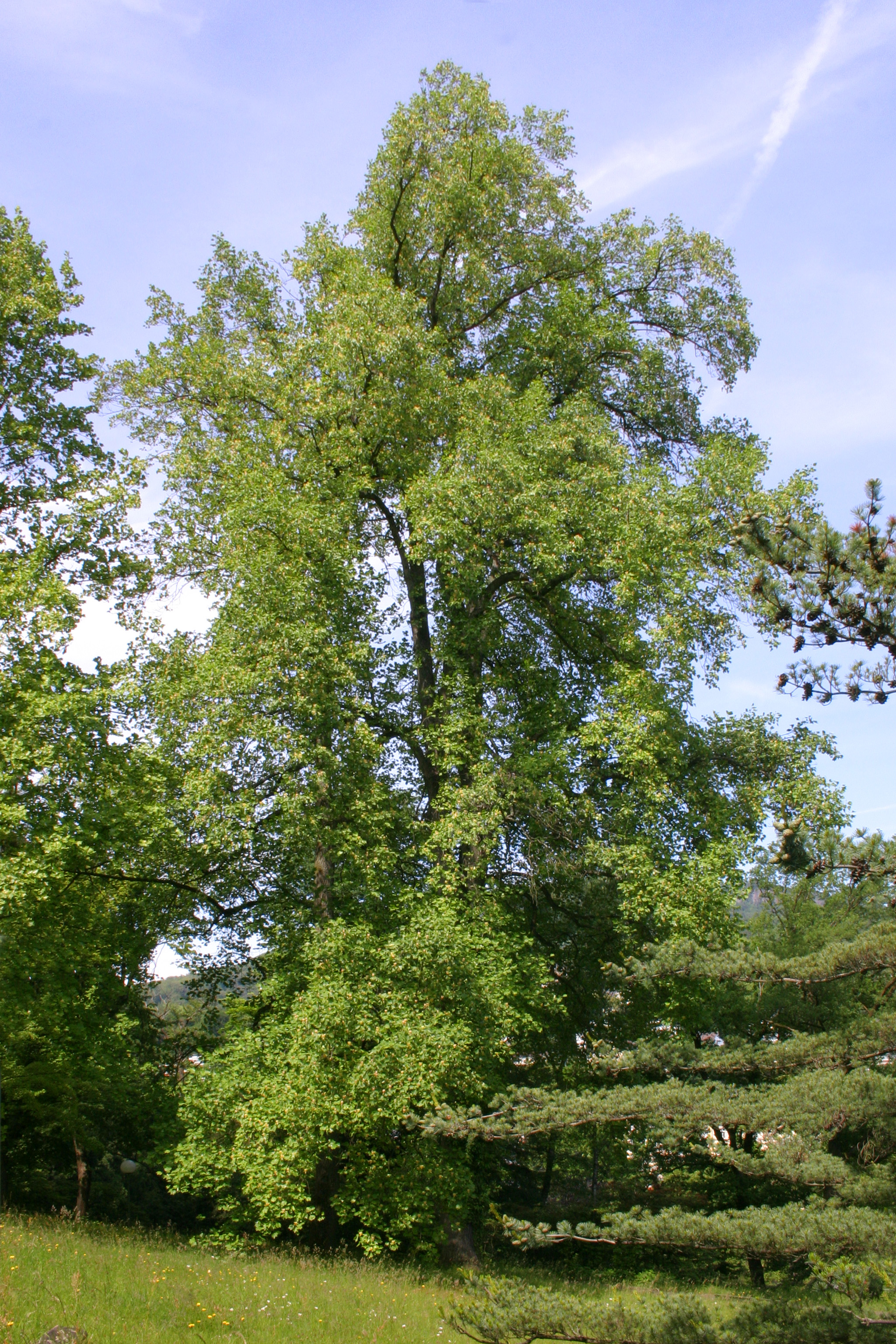
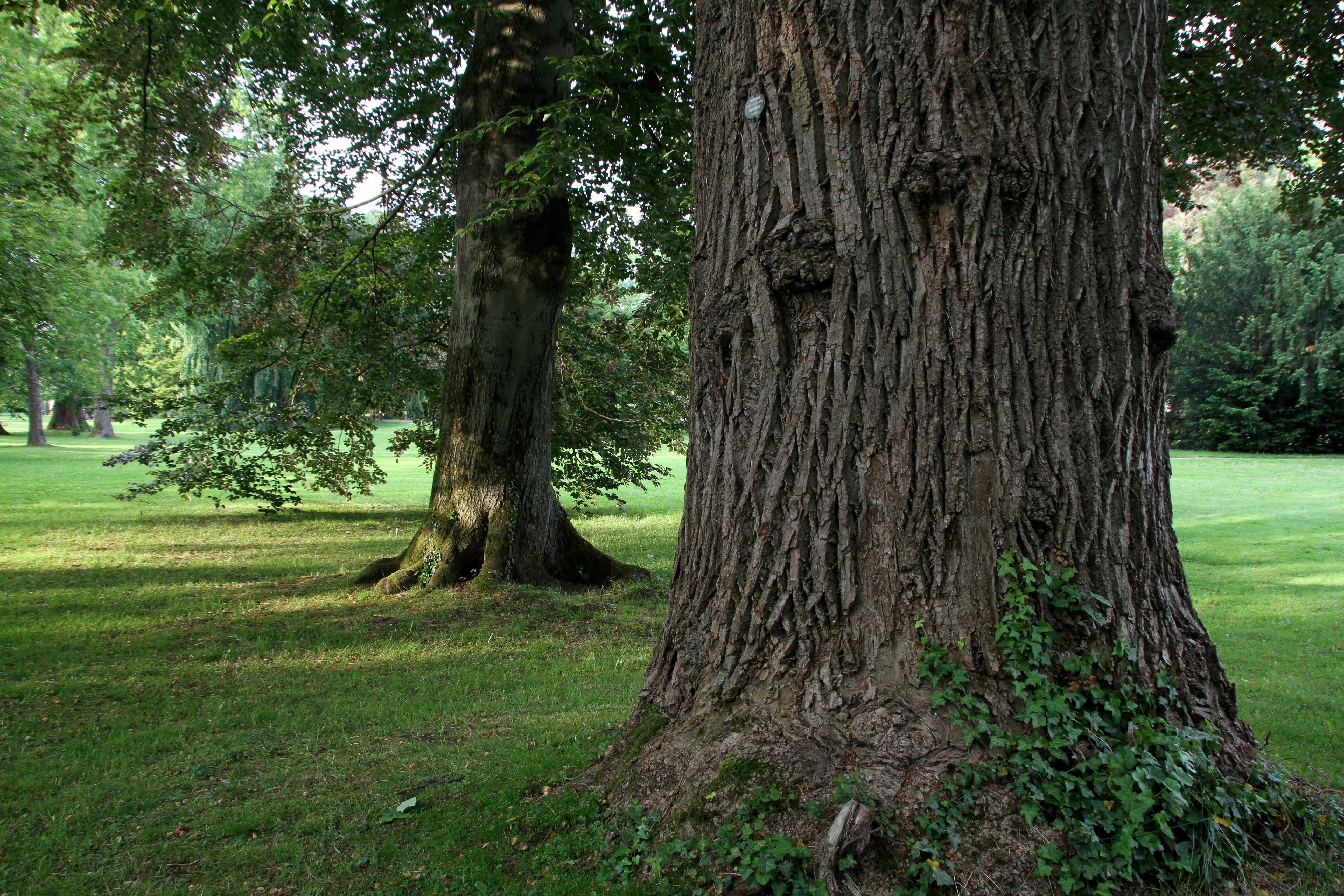
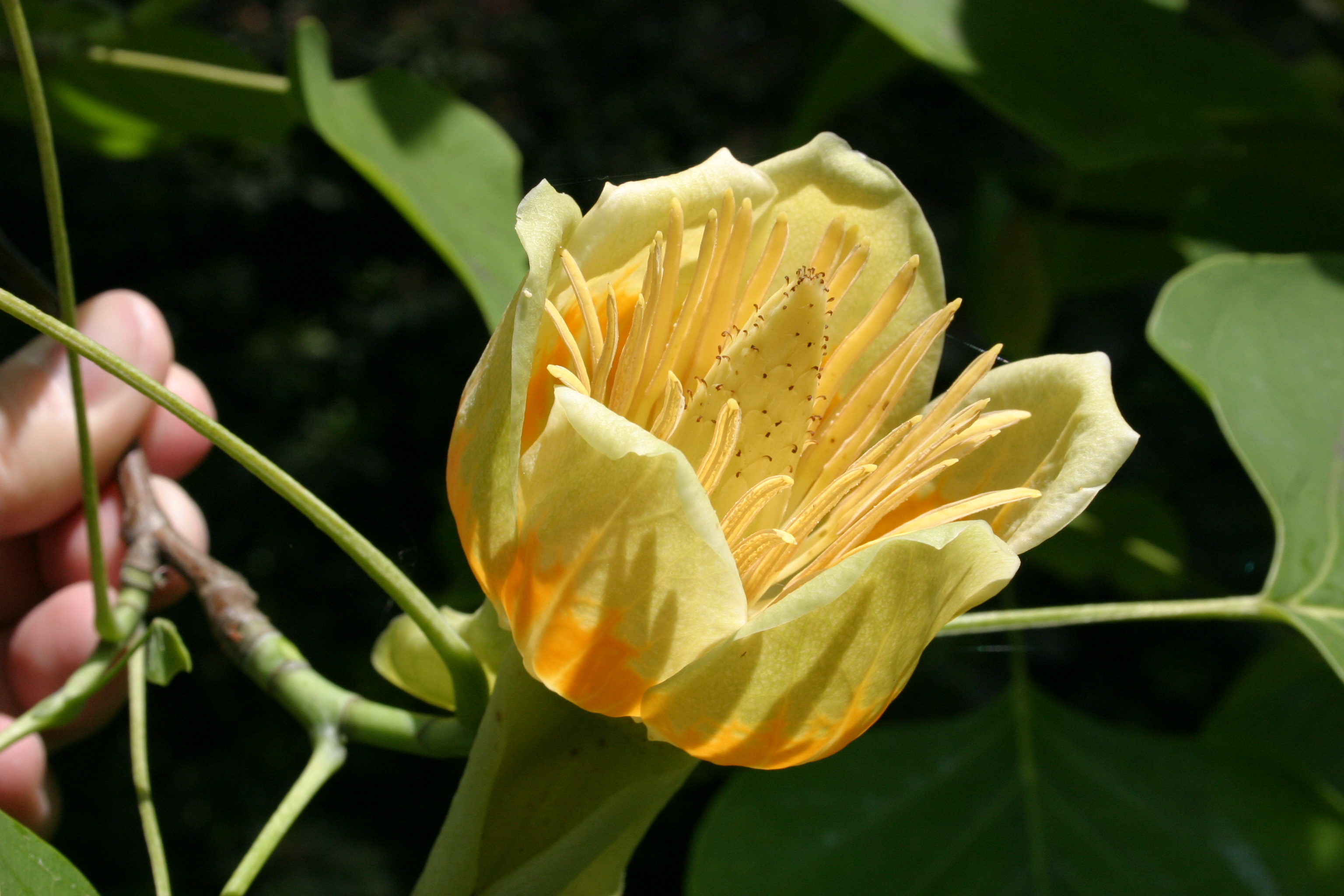
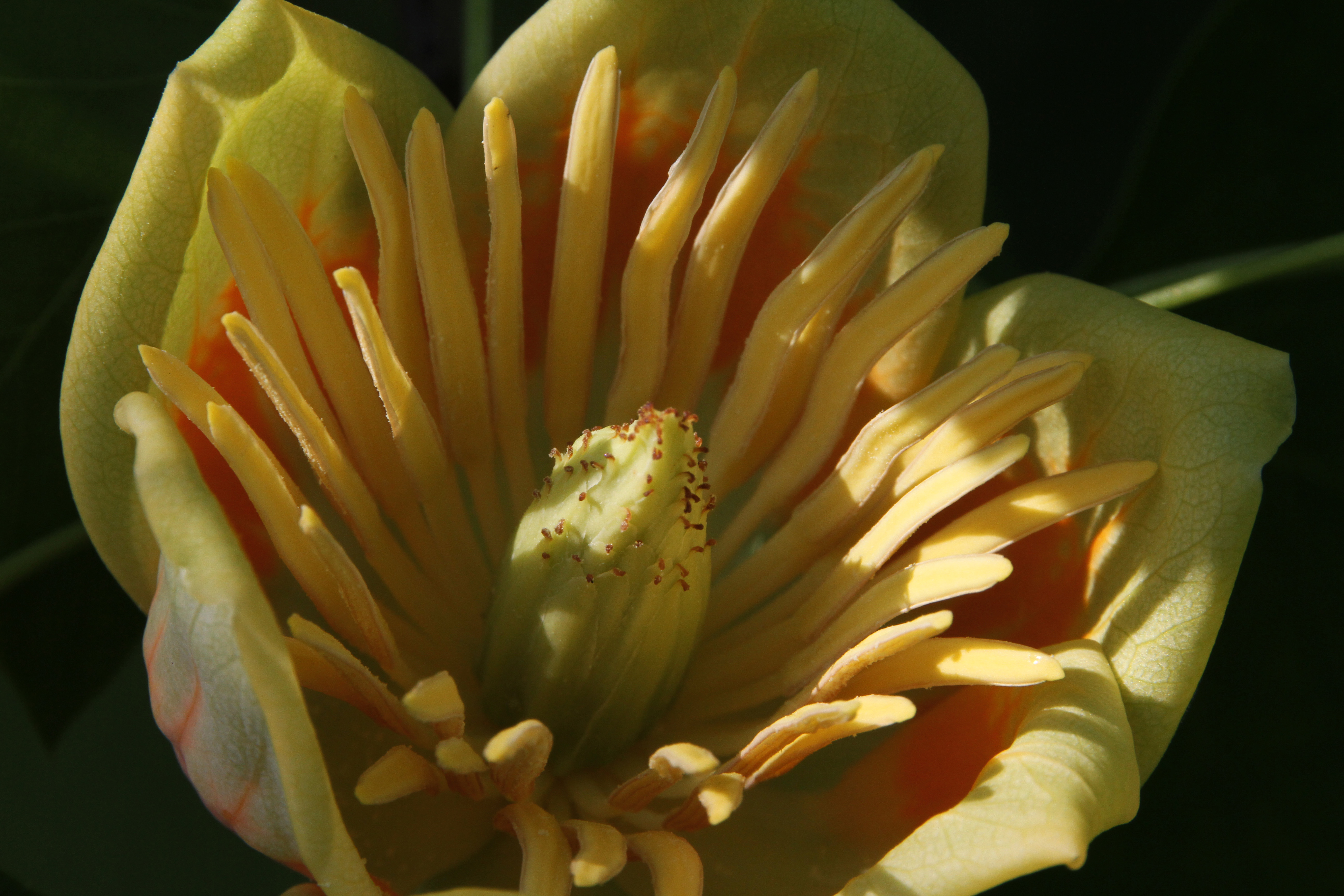
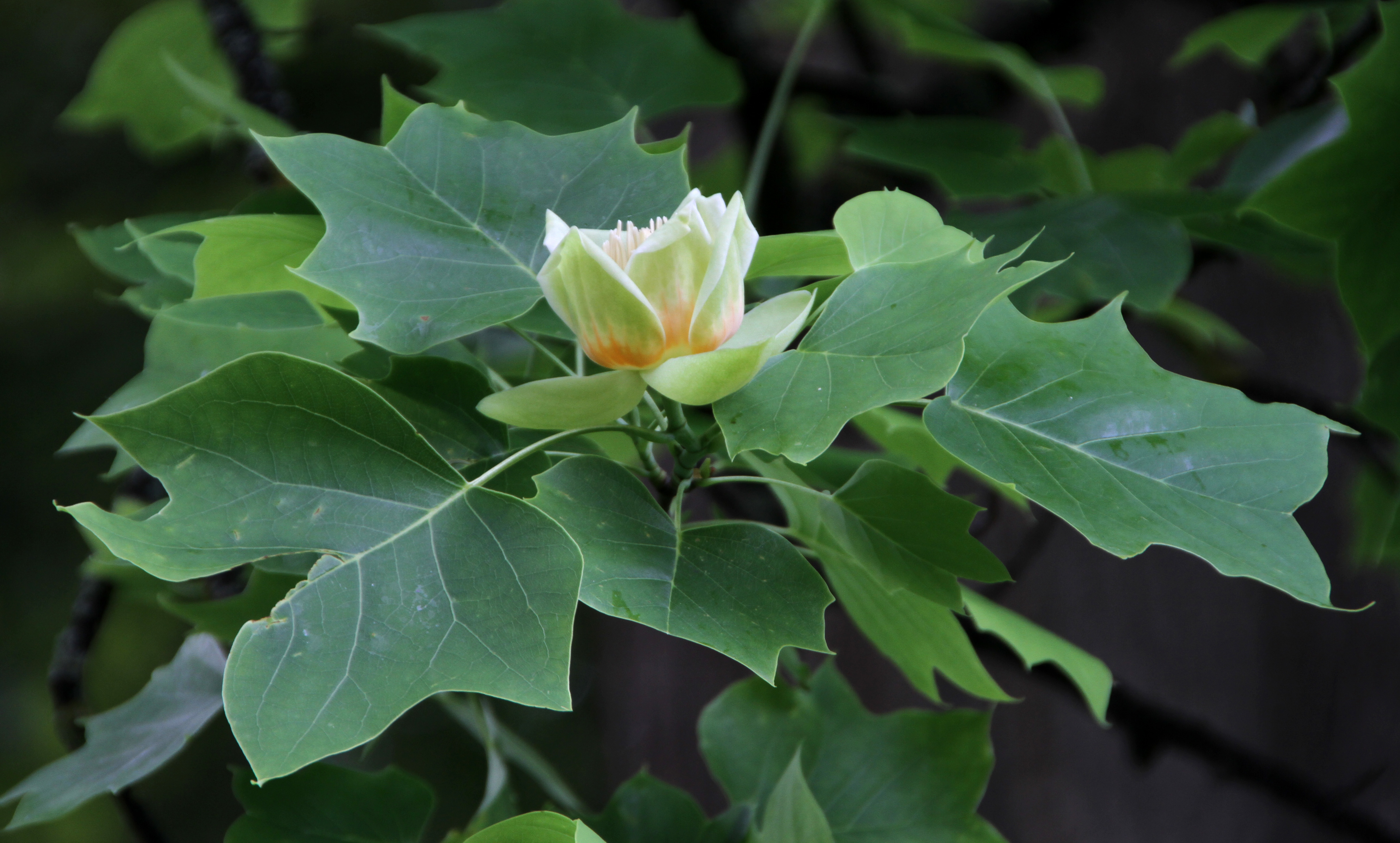
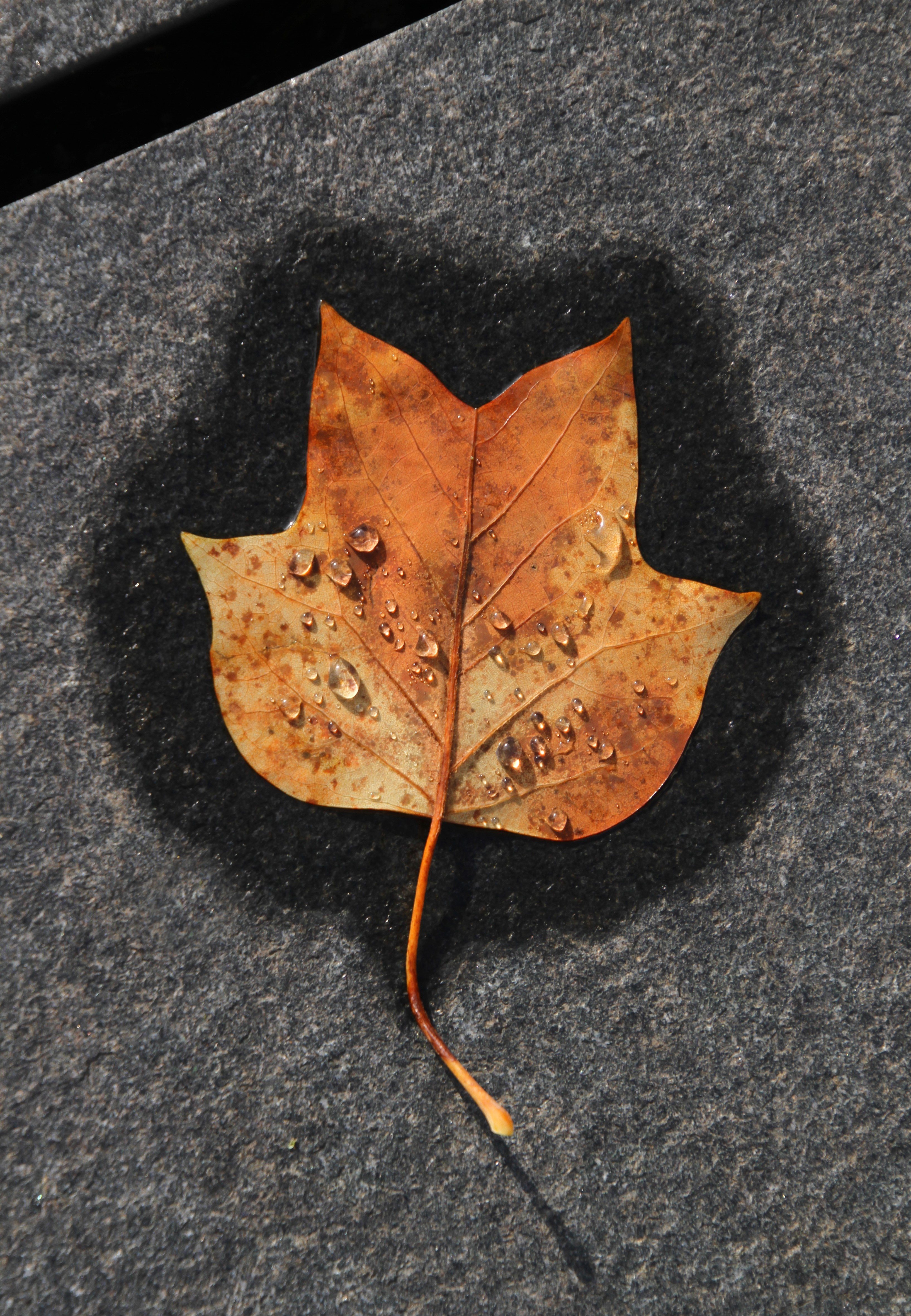
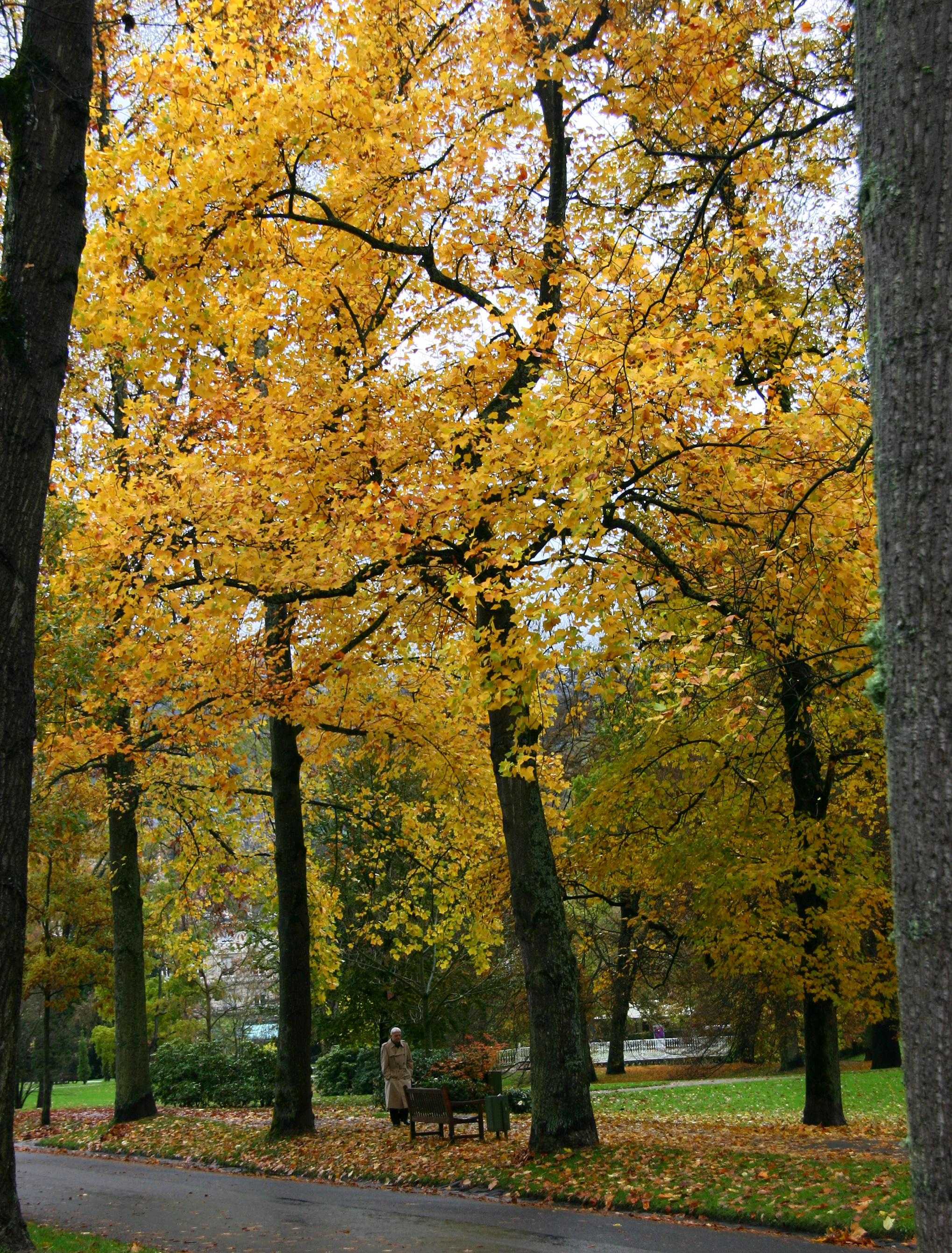